# Syed Ghulam Moinuddin
Syed Ghulam Moinuddin (geboren am 17. Februar 1958 in Islamabad) ist ein ehemaliger pakistanischer Hockeyspieler. Der Torwart der pakistanischen Nationalmannschaft war Olympiasieger 1984 und Weltmeister 1982.

## Sportliche Karriere
Der 1,82 m große Syed Ghulam Moinuddin spielte in Pakistan in der Mannschaft der Pakistan International Airlines in Karatschi.
Anfang 1982 fand die Weltmeisterschaft in Bombay statt. Pakistan gewann seine Vorrundengruppe vor der deutschen Mannschaft, die mit 5:3 geschlagen wurde. Nach einem 4:2-Halbfinalsieg gegen die Niederländer trafen die Mannschaften aus Pakistan und Deutschland im Finale wieder aufeinander und Pakistan gewann den Titel mit 3:1.
Zwei Jahre später bei den Olympischen Spielen 1984 in Los Angeles belegte Pakistan in der Vorrunde den zweiten Platz hinter der britischen Mannschaft. Mit einem 1:0-Halbfinalsieg über die Australier erreichten die Pakistaner das Finale gegen die deutsche Mannschaft. Pakistan gewann das Finale mit 2:1 nach Verlängerung. 1986 erreichte Pakistan das Finale der Asienspiele, verlor aber das Finale gegen Südkorea.